# Selecționata de fotbal a Hitrei
Selecționata de fotbal a Hitrei reprezintă insula Hitra în fotbalul internațional și este controlată de Hitra Idrettsrâd. Nu este afiliată nici la FIFA și nici la UEFA. A jucat mai multe meciuri la Jocurile Islandei.

## Meciuri selectate
| Dată        | Stadion | Gazdă | Adversar     | Scor   |
| ----------- | ------- | ----- | ------------ | ------ |
| 1 iul 1999  | Gotland | Hitra | Saaremaa     | 2 - 1  |
| 29 iun 1999 | Gotland | Hitra | Shetland     | 1 - 4  |
| 28 iun 1999 | Gotland | Hitra | Insula Man   | 0 - 13 |
| 27 iun 1999 | Gotland | Hitra | Gotland      | 1 - 12 |
| 4 iul 1997  | Jersey  | Hitra | Frøya        | 1 - 4  |
| 3 iul 1997  | Jersey  | Hitra | Shetland     | 1 - 2  |
| 1 iul 1997  | Jersey  | Hitra | Insula Wight | 0 - 4  |
| 29 iun 1997 | Jersey  | Hitra | Ynys Môn     | 0 - 8  |

## Lot[1]
- ARNTSEN Frode
- BLICHFELDT Kare Christian
- BLICHFELDT Bror
- FISKVIK Marius
- FJELDVÆR Martin
- FREDRIKSEN Morten S.
- GLÖRSTAD Oystein
- GLÉRSTAD Jimmy
- GLØRSTAD John Gunnar
- HALTLAND Andreas
- HALVORSEN Stig Roar
- HAUGEN Havard
- KRISTOFFERSEN Jan
- LERVIK Roe-Vidar
- LUND Rune Ödegård
- SAETHERBÖE Kjell Arne
- SELVÅG Stig Nidar
- SIVERTSEN Stein Olav
- VIGDAL Ola Johan